# Ruprechtsturm (Oppenheim)

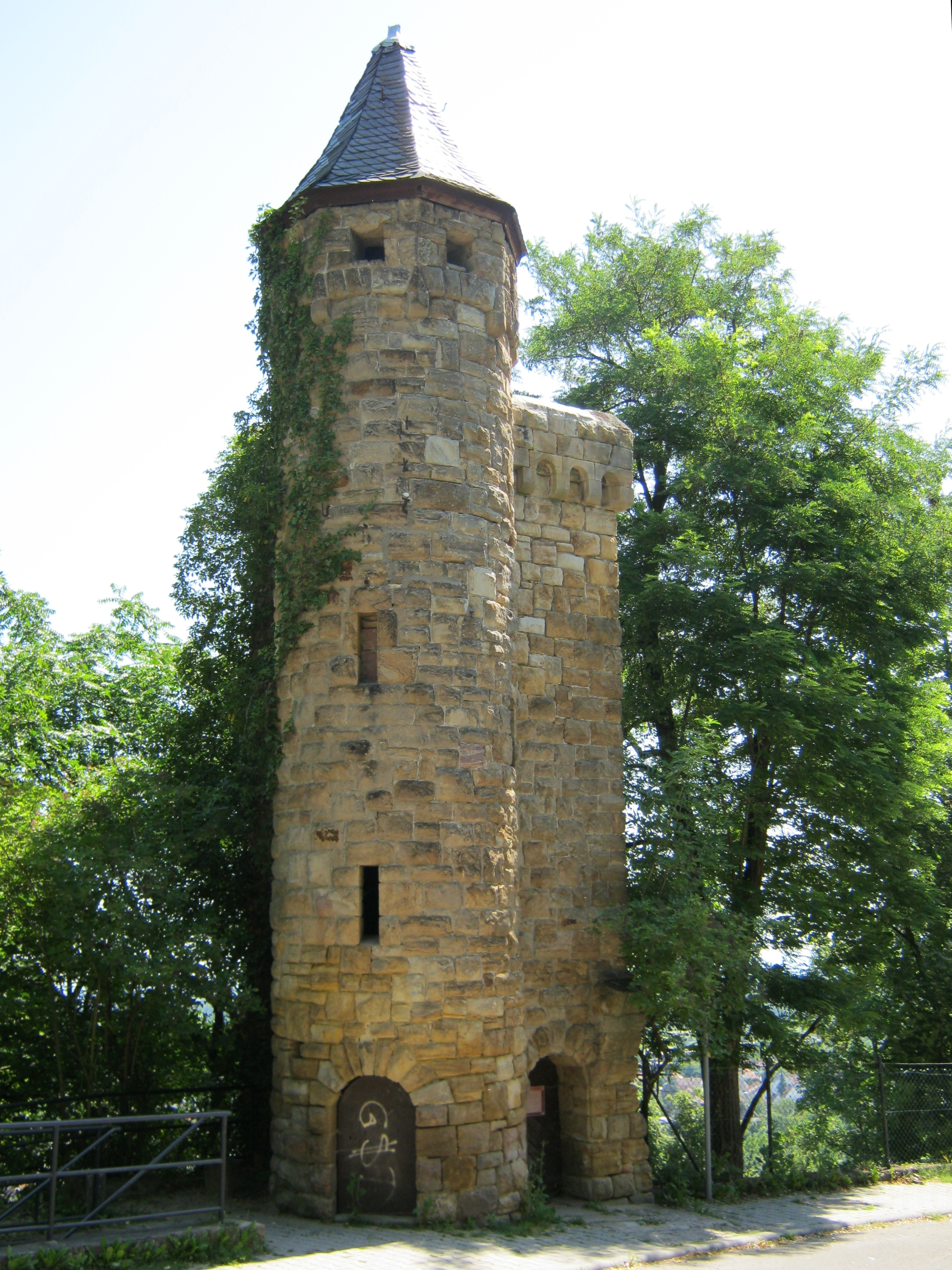
Der Ruprechtsturm in Oppenheim

Der Ruprechtsturm (fälschlich auch Schneiderturm genannt) ist ein steinerner Aussichtsturm im rheinhessischen Oppenheim in Rheinland-Pfalz. Er wurde am 20. September 1903 eingeweiht und ist architektonisch im Stil der Neuromanik gehalten.
Der Turm ist benannt nach dem römisch-deutschen König sowie Pfalzgrafen und Kurfürsten der Kurpfalz Ruprecht (1352–1410). Dieser verbrachte seine letzten Lebenswochen auf der Oppenheimer Burg Landskron, wo er am 18. Mai 1410 starb.
Der Ruprechtsturm wurde auf den Grundmauern eines älteren Turms der mittelalterlichen Stadtbefestigung errichtet – dem sogenannten Schneiderturm. Dieser stammte aus dem 13. Jahrhundert und hatte seinen Namen, weil er von der Zunft der Schneider unterhalten und verteidigt wurde. Der Schneiderturm wurde (wie die Stadt Oppenheim und die Burg Landskron) am 31. Mai 1689 im  Pfälzischen Erbfolgekrieg von französischen Truppen unter Ezéchiel de Mélac zerstört.
Der Aussichtsturm ist zurzeit für Besucher in der Regel nicht zugänglich und steht unter Denkmalschutz.